# Pliszka (rzeka)
Pliszka (niem. Pleiske) – rzeka w województwie lubuskim (dł. 56 km), prawy dopływ Odry.

## Przebieg
Wypływa z jeziora Malcz na południowy zachód od wsi Jemiołów w gminie Łagów i płynie w całości przez Pojezierze Lubuskie, przepływając przez liczne jeziora, w górnym biegu przez jezioro Linie i Jezioro Bobrze. Brzegi zalesione – Puszcza Rzepińska. Nad Pliszką leżą wsie: Poźrzadło, Zamęt, Kosobudki, Drzewce Kijewo, Pliszka, Sądów, Koziczyn, Urad. Uchodzi do Odry w pobliżu miejscowości Urad w gminie Cybinka, w środkowym biegu stanowi granicę między powiatami krośnieńskim i sulęcińskim.
Średni roczny przepływ wody w rzece wynosi 2,08 m³/s. Maksymalna rozpiętość wahań stanów wód to około jeden metr.

## Dopływy
- Łagowa (lewobrzeżny)
- Konotop (lewobrzeżny)
- Łękosza (prawobrzeżny)
- Moskawa (prawobrzeżny)

## Przyroda
Pliszka jest jedną z najrybniejszych rzek województwa lubuskiego i jednym z największych naturalnych tarlisk pstrągowych w Polsce. Dominują w niej okoń i pstrąg potokowy. Dużo jest szczupaka, węgorza, jazia, płoci, miętusa i pstrąga tęczowego. Nieco mniej jest lipienia. W okolicy Kijewa znajduje się hodowla pstrąga tęczowego.

## Szlak kajakowy
W środkowym i dolnym biegu spławna, mniej więcej od okolic Zamętu. Szlak kajakowy trudny, charakteryzuje go duża liczba przenosek, głęboka warstwa mułu przy brzegach, wybujałe zarośla pokrzywowe i liczne sterczące przeszkody podwodne. Uciążliwość bywa oceniana na U 4-3. Malowniczość bardzo wysoka.